# Parapontocaris levigata
Parapontocaris levigata is een garnalensoort uit de familie van de Crangonidae. De wetenschappelijke naam van de soort is voor het eerst geldig gepubliceerd in 1984 door Chace.